# Walrave Boissevain
Walrave (Wally) Boissevain (Amsterdam, 4 juli 1876 - aldaar, 19 april 1944) was een Nederlands liberaal politicus.

## Biografie
Hij was de achtste van negen kinderen van Jan Boissevain (1836-1904) en Petronella Gerharda Johanna Brugmans (1838-1905). Van 1904 tot 1911 was hij chef vrachtbureau van de Stoomvaart Maatschappij Nederland, waarvan zijn vader in 1870 directeur was.
Boissevain bekleedde tal van politieke functies. Zo zat hij tweemaal in de Tweede Kamer, meer dan twintig jaar in de gemeenteraad van Amsterdam en veertien jaar in de Provinciale Staten van Noord-Holland. Ook was hij driemaal wethouder van Amsterdam. Van 1927 tot 1929 met als portefeuille volkshuisvesting en levensmiddelen, van 1933 tot 1935 met als portefeuille publieke werken, volkshuisvesting en kunstzaken, en van 1939 tot 1941 met als portefeuille publieke werken.
Aanvankelijk zat hij bij de Bond van Vrije Liberalen, maar nadat deze in 1921 met twee andere liberale partijen tot de Liberale Staatspartij "De Vrijheidsbond" was gefuseerd, werd hij lid van deze nieuwe partij. Van beide politieke partijen was hij een tijdlang bestuurslid.

## Persoonlijk
Boissevain was tweemaal getrouwd. Nadat zijn eerste vrouw in 1910 was overleden, hertrouwde hij in 1913. Hij woonde lange tijd op de Keizersgracht 143. Hij was lid van de Waalse kerk. Zijn grootvader was een broer van de vader van Willem Boissevain. In 1950 werden zijn memoires postuum gepubliceerd onder de titel Mijn leven, 1876-1944 (Bussum, Van Dishoeck).
- Biografisch Portaal: 21786044
- International Standard Name Identifier: 0000 0000 3900 3330
- Library of Congress Control Number: nb99142213
- Nederlandse Thesaurus van Auteursnamen: 069942706
- Parlement.com: vg09lkyeugzd
- Virtual International Authority File: 61044527
- WorldCat: E39PBJdRwPCY6VP9rt6gD4X68C